# Ville Miettunen
Ville Miettunen (Keminmaa, 31 oktober 1992) is een Fins voormalig freestyleskiër die is gespecialiseerd in de moguls. Hij vertegenwoordigde eenmaal zijn vaderland op de Olympische Winterspelen.

## Carrière
Bij zijn wereldbekerdebuut, in december 2009 in Suomo, eindigde Miettunen op de 41e plaats op het onderdeel moguls. Hij behaalde tijdens zijn loopbaan geen enkele podiumplaats in een wereldbekerwedstrijd. Op de Wereldkampioenschappen freestyleskiën 2011 in Deer Valley  eindigde Miettunen op de 8e plaats in het onderdeel dual moguls
Tijdens de Olympische Winterspelen van 2014 in Sotsji haalde Miettunen tijdens de eerste kwalificatieronde de finish niet.

## Resultaten

### Olympische Winterspelen
| Jaar | Plaats | Resultaat  |
| ---- | ------ | ---------- |
| 2014 | Sotsji | DNF Moguls |

### Wereldkampioenschappen
| Jaar | Plaats      | Resultaat                  |
| ---- | ----------- | -------------------------- |
| 2011 | Deer Valley | 8e Dual Moguls 8e Moguls   |
| 2013 | Voss        | 16e Dual Moguls 35e Moguls |

### Wereldbeker
Eindklasseringen
| Seizoen   | Algm | MO  |
| --------- | ---- | --- |
| 2009/2010 | 143e | 51e |
| 2010/2011 | 87e  | 23e |
| 2011/2012 | 78e  | 19e |
| 2012/2013 | 203e | 40e |
| 2013/2014 | 143e | 28e |